# Royale Entente Acren Lessines
Maillots
Actualités
Dernière mise à jour : 30 juillet 2025.
La (Royale) Entente Acren Lessines (la REAL) est un club de football belge situé dans la localité de Deux-Acren dans la Province de Hainaut. Le club porte le matricule 2774. Il doit son nom actuel à une fusion intervenue en juin 2016 entre la R. Entente Acrenoise (matricule 2774) et la R. AS Lessines-Ollignies (matricule 2901) .
Surnommé "Les Camomilles", le club atteint les séries nationales pour la première fois de son Histoire en 2011. Après quatre saisons, il décroche une montée en Division 3, en terminant 3e du Tour final de Promotion 2015 et en profitant de la cessation d'activités du R. AEC Mons, déclaré en faillite. Il évolue en Division 2 Amateur lors de la saison 2018-2019, sa huitième dans les séries nationales.
Si le vocable "Royale" est directement employé par le club, il est à noter que ce fait n'est pas encore officiellement entériné par la fédération. C'est le service compétent de l'administration  de la Monarchie (familièrement dénommé "Maison du Roi") qui accorde le brevet de "Société Royale". Or quand une association change d'appellation le titre de "royal(e)" ne peut plus être employé avant prorogation officielle du brevet initial. Le site de l'URBSFA ne mentionne d'ailleurs que la dénomination "Entente Acren-Lessines".

## Histoire
L'Entente Sportive Acrenoise est fondée le 25 janvier 1939 et s'affilie à l'URBSFA le 14 mars de la même année. Le club reçoit alors le matricule 2774. À cette époque, le club joue sur le terrain de l'ancien vélodrome près des Moulins d'Acren à Deux-Acren.
Après la Seconde Guerre mondiale, le matricule 2774 évolue dans les séries provinciales hennuyères avec des fortunes diverses, oscillant de la p. 2 à la p. 3 (selon les appellations actuelles).
Les premières couleurs du club étaient "bleu ciel et jaune" puis "azur et or". Durant la saison 1952-1953, en raison des moyens financiers limités du petit cercle, le secrétaire se mit à la recherche de nouveaux maillots à Bruxelles. Il en revint avec des équipements "mauve et blanc". Le cercle ne changera plus de couleur ensuite.
À la fin des années 1960, l'ES Acrenoise possède un club de supporters baptisés les "Camomilles". Durant la décennie 1970, le matricule 2774 dispose de nouvelles équipes de jeunes, mais doit changer plusieurs fois la localisation de son terrain. Il finit par se fixer et développer des infrastructures fonctionnelles dans ce qui devient le "stade André Vandermonst", son président décédé en 1982. Mais le bail de location se termine l'année suivante avec un nouveau déménagement à la clé. Le club s'installe dans le hameau de Wangros et le nouveau stade conserve le nom d'André Wandermonst.
L'ASBL "Les Camomilles" qui soutient l'Entente Sportive Acrenoise mais aussi d'autres cercles, comme l'Athletic Club Lessines (Athlétisme), Les Rangers (Volley-Ball) ou un cercle féminin de gymnastique, dispose d'un terrain dans le centre de Deux-Acren. Un complexe sportif y est construit. L'ES Acrenoise déménage vers ce site et son "stade des Camomilles" alors que les équipes de jeunes poursuivent au "stade A. Vandermonst".
En 1985, le matricule 2774 monte pour la première fois en "P1 Hainaut". Il y évolue pendant un quart de siècle. Le club est reconnu « Société Royale » en 1989 et prend le nom de Royale Entente Sportive Acrenoise. En 2011, le club décroche son premier titre provincial et accède ainsi aux séries nationales.
Les deux premières saisons de la R. ES Acrenoise en Promotion sont assez sereines avec un classement final au milieu du tableau. La 3e saison est plus délicate avec une lutte jusqu'au terme du championnat pour assurer le maintien.
La saison 2014-2015 se passe beaucoup mieux. Le club passe la totalité de la compétition dans la première partie du tableau, s'offre le gain de la deuxième période et décroche une troisième place finale derrière les deux ténors de la série, le Tempo Overijse et les Francs Borains. Le club franchit deux tours lors du Tour final de Promotion mais doit s'avouer vaincu contre un très solide SK Sint-Niklaas. Un repêchage est programmé contre le R. CS Visé, un barragiste de D3, déclaré en faillite en cours de saison. Les Camomilles s'imposent lors de la séance de tirs au but et est ainsi promu en Division 3 en raison de l'arrêt d'activité du R. AEC Mons, déclaré en faillite.
Durant le printemps 2016, des négociations quant à une fusion éventuelles sont entamées avec la R. AS Lessines-Ollignies (matricule 2901), un cercle voisin qui évolua une saison en Promotion lors de la saison 2003-2004. Elles aboutissent à la constitution d'une entité conservant le matricule 2774. Les couleurs "mauve et blanc" (Acrenoise) et "noir-jaune-rouge" (Lessines-Ollignies) sont délaissées pour une teinte neutre: le bleu. Le club fusionné reçoit la dénomination officieuse de Royale Entente Acren Lessines en abrégé "REAL". À noter que l'emploi du terme "Royal" est soumis à l'approbation du la Maison du Roi puisque que le club change d'appellation. Officiellement donc, l'appellation est initialement d'Entente Acren Lessines.

## Anciens logos

ancien logo RES Acrenoise
ancien logo RAS Lessines-Ollignies

## Résultats dans les divisions nationales
Statistiques mises à jour le 8 décembre 2024 (terme de la saison 2023-2024)

### Bilan
| Niv | Divisions     | Jouées | Titres | TM Up | TM Down |
| --- | ------------- | ------ | ------ | ----- | ------- |
| I   | 1re nationale | 0      | 0      |       |         |
| II  | 2e nationale  | 0      | 0      |       |         |
| III | 3e nationale  | 1      | 0      |       |         |
| IV  | 4e nationale  | 12     | 0      | 1     |         |
| V   | 5e nationale  | 0      | 0      |       |         |
|     |               |        |        |       |         |
|     | TOTAUX        | 13     | 0      | 1     | 0       |

- TM Up : test-match pour départager des égalités, ou toutes formes de Barrages ou de Tour final pour une montée éventuelle.
- TM Down : test-match pour départager des égalités, ou toutes formes de Barrages ou de Tour final pour le maintien.

### Classements saison par saison
| Ordre               | Saison  | Nom du club       | Niveau                  | Classement final | Remarques                            |
| ------------------- | ------- | ----------------- | ----------------------- | ---------------- | ------------------------------------ |
| séries provinciales |         |                   |                         |                  |                                      |
| 1                   | 2011-12 | R. ES Acrenoise   | Promotion série B       | 8e/16            |                                      |
| 2                   | 2012-13 | R. ES Acrenoise   | Promotion série B       | 8e/16            |                                      |
| 3                   | 2013-14 | R. ES Acrenoise   | Promotion série A       | 12e/16           |                                      |
| 4                   | 2014-15 | R. ES Acrenoise   | Promotion série B       | 3e/16            | Promu via tour final                 |
| 5                   | 2015-16 | R. ES Acrenoise   | Division 3 série A      | 17e/18           | Relégué                              |
| 6                   | 2016-17 | RE Acren-Lessines | Division 2 Amateur ACFF | 6e/16            |                                      |
| 7                   | 2017-18 | RE Acren-Lessines | Division 2 Amateur ACFF | 10e/16           |                                      |
| 8                   | 2018-19 | RE Acren-Lessines | Division 2 Amateur ACFF | 13e/16           |                                      |
| 9                   | 2019-20 | RE Acren-Lessines | Division 2 Amateur ACFF | 9e/16            |                                      |
| 10                  | 2020-21 | RE Acren-Lessines | Nationale 2 ACFF        | N/A              | saison annulée en raison du Covid-19 |
| 11                  | 2021-22 | RE Acren-Lessines | Nationale 2 ACFF        | 9e/16            |                                      |
| 12                  | 2022-23 | RE Acren-Lessines | Nationale 2 ACFF        | 12e/18           |                                      |
| 13                  | 2023-24 | RE Acren-Lessines | Nationale 2 ACFF        | 16e/18           |                                      |
| 14                  | 2024-25 | RE Acren-Lessines | Nationale 2 ACFF        | 5e/18            | Qualifié pour le Tour Final          |